# Маньяр, Альберик
Люсье́н Дени́ Габрие́ль Альбери́к Манья́р (фр. Lucien Denis Gabriel Albéric Magnard; 9 июня 1865, Париж, Франция — 3 сентября 1914, Барон, Франция) — французский композитор, дирижёр, музыкальный критик и педагог.

## Биография
Сын Франсиса Маньяра. В 1886—1888 годах учился в Парижской консерватории у Теодора Дюбуа (гармония) и Жюля Массне (композиция). В 1888—1892 годах брал уроки у Венсана д’Энди. С 1896 преподавал в недавно открытой Schola Cantorum de Paris.
Погиб в начале Первой мировой войны в перестрелке с немецкими солдатами, вторгшимися в его усадьбу. Солдаты, убив композитора, подожгли его дом. Многие рукописи сгорели.

## Сочинения
- опера «Иоланда» / Yolande (1892, Брюссель)
- опера «Геркёр» / Guercœur (1901; 2-я ред. — Жозефа Ги Ропарца, 1931, Париж)
- опера «Береника» / Bérénice (по трагедии Жана Расина, 1911, Париж)
- симфония № 1 (1890)
- симфония № 2 (1893)
- симфония № 3 (1896)
- симфония № 4 (1913)
- «Сюита в старинном стиле» / Suite dans le style ancien (1889)
- «Гимн справедливости» для оркестра[5] / Hymne а la Justice (1903)
- «Гимн Венере» для оркестра / Hymne а Venus (1904)
- квинтет для духовых инструментов и фортепиано (1894)
- струнный квартет (1903)
- фортепианное трио (1905)
- соната для скрипки и фортепиано (1901)
- соната для виолончели и фортепиано (1910)